# Marin Barbu
Marin Barbu (n. 27 septembrie 1958, București, România) este un antrenor român de fotbal.
A antrenat, printre altele, echipele FC Brașov, Poli Iași și Astra Giurgiu.
În cariera de fotbalist, Marin Barbu a cunoscut consacrarea la Steaua București și FCM Brașov. Cu Marin Barbu antrenor, FC Precizia Săcele a promovat în Liga a 2-a. În 10 ianuarie 2012 Marin Barbu l-a înlocuit ca antrenor la SC Bacău pe demisionarul Cristi Popovici.
Este poreclit Magiun, supranume primit încă de la juniori, de la antrenorul Gică Săndulescu, care îi spunea: „Parcă ai magiun pe ghete, așa se lipește mingea!”